# Комісія для виучування історії західно-руського і українського права
Комісія для виучування історії західно-руського і українського права ВУАН — науковий центр з дослідження історії права на території України, що існував у 1919-30 роках у рамках Соціально-економічного відділу Всеукраїнської академії наук. З 1920 року і до кінця її існування головою Комісії був академік Микола Василенко. Комісія об'єднала у своєму складі групу істориків права старшого дореволюційного покоління і молодих науковців.

## Історія
До створення Української академії наук дослідження з історії західноруського та українського права велися окремими вченими і не мали системного спрямування. У квітні 1919 року на пропозицію академіка Федора Тарановського було створено кафедру історії західно-руського і українського права, а при ній однойменну постійну комісію. Головою Комісії став сам Тарановський. Її задачею стало систематичне видання юридичних документів литовсько-польської і козацької доби на території України. Активним членом Комісії першого періоду був Вадим Модзалевський. Перший склад Комісії проіснував до 5 червня 1919 року.
З липня 1920 року роботу Комісії відновлює Микола Василенко. 1 жовтня 1920 року до її складу прийняли Сергія Іваницького-Василенка та Петра Бонташа, а 15 грудня — Володимира Щербину.
Влітку 1923 року ДПУ УСРР заарештувало Миколу Василенка, директора Київського архіву давніх актів Віктора Романовського та колишнього співробітника Комісії Павла Смирнова у справі «Київського обласного центру дії». Василенка було засуджено до 10 років тюрми, але надалі помилувано і 24 листопада звільнено.
З 1924 року Комісія відновила свою роботу в тому ж напрямі, що й раніше. Комісію було ліквідовано 1930 року в зв'язку з реформою ВУАН.

## Члени Комісії
Головою Комісії весь час її існування був академік Микола Василенко. На початку роботи Комісії у 1924 році до її складу входили Лев Окіншевич, Сергій Іваницький-Василенко, Іринарх Черкаський, Степан Борисенок, Іван Балінський. З істориків старшого покоління до неї долучилися академіки Оникій Малиновський і Михайло Слабченко, професор Микола Максимейко. Також у роботі Комісії брали участь Віктор Новицький, В. Отамановський, П. Сосенко, В. Гришко та інші. У Комісії працювали історики з Києва (Віктор Романовський, Микола Тищенко), а також з інших міст (В. Барвінський і Євген Шманкевич з Харкова, І. Крип'якевич зі Львова).

## Основні публікації
Члени Комісії займалися зібранням і публікацією юридичних документів, джерел з історії західноруського та українського права, зокрема Литовських статутів. У перший період своєї роботи (1920-24) її члени збирають документи Військового генерального суду Гетьманщини, акти Луцького трибуналу другої половини XVI ст., архівні історично-юридичні матеріали для Лівобережної України XVII–XVIII ст., акти Полкових судів, договори гетьманів Богдана Хмельницького, Юрія Хмельницького Брюховецького, Многогрішного, Самойловича, Мазепи, Скоропадського, Апостола.
Комісія видала 7 томів власних праць у 1925–1930 роках. Сьомий том «Праць…» було заборонено до публікації, тому останній том має номер 8.
- «Праці Комісії для виучування історії західньо-руського і українського права». Том I. Київ, 1925[1]
  1. Н. Василенко. Передмова;
  2. Д. Окиншевич, Комісія для виучування історії західньо-руського та вкраїнського права при Соціяльно-Економічному Відділі Української Академії Наук;
  3. С. Борисенок. Карний зміст «потока» Руської Правди;
  4. Г. Л. Попов. Луцький трибунал 1578 р.;
  5. С. Іваницький-Василенко. Закон про опіку над недолітками в джерелах Магдебургзького права Західньої Руси й Гетьманщини;
  6. О. Добров. Право необхідного спадкування за Литовським Статутом;
  7. І. Черкаський. Поволання над трупом забитого;
  8. Л. Окиншевич. Приказ «Малые Россіи» Московської Держави XVII ст;
  9. С. Іваницький-Василенко. Державське землеволодіння польської шляхти в Гетьманщині

- «Праці Комісії для виучування історії західньо-руського і українського права». Том II. Київ, 1926[2]
  1. Академік Николай Василенко, Голова Комісії. — Передмова;
  2. Лев Окиншевич, Секретар Комісії. — Комісія для виучування історії західньо-руського та вкраїнського права при соціально-економічному відділі Української Академії Наук в роках 1925 та 1926 (Короткий огляд праці комісії з 1 червня 1925 року по 1 червня 1926 року);
  3. Академік Оникій Малиновський. Огляд архівних матеріялів з історії західньо-руського та вкраїнського права, що переховуються у Древлехранилище Московського Центрального Архіву (по 1 лютого року 1926);
  4. Професор Микола Максимейко. Член-кореспондент Академії. — Система Руської Правди в її поширеній редакції;
  5. Професор Микола Товстоліс. — Про знахідку по Литовському праву;
  6. Лев Окиншевич — Генеральна Старшина на Лівобережній Україні XVII–XVIII cт. Інструкція генеральним есаулам Івану Журавку, Івану Скоропадському, Хоружому Данилу Апостолу, бунчужному Якову Тарновскому (додаток до розвідки Л. Окиншевича);
  7. Іринах Черкаський — Сліди домініяльного(панського) суду на Лівобережній Україні наприкінці XVII і початку XVIII cт;
  8. Микола Тищенко — Боротьба Київських козаків з магістратом за право шинкувати горілкою;
  9. Григорій Попов — До історії сусідства на Правобережжі;
  10. Серафима П'ятницька — « Приказ Великая России»;
  11. Іван Балінський — Нариси з історії феодалізму та феодального права в Польщі, Литві та на Україні. 1. Феодалізм в Польщі. Нарис. 1. Вступ. Огляд літератури;
  12. Критика і бібліографія

- «Праці Комісії для виучування історії західньо-руського і українського права». Том VI. Київ, 1929[3].